# Élections législatives de 1981 dans l'Indre
Les élections législatives françaises de 1981 dans l'Indre se déroulent les 14 et 21 juin 1981.

## Élus
| Circonscription | Député sortant                              | Parti | Parti    | Député élu ou réélu | Parti | Parti |
| --------------- | ------------------------------------------- | ----- | -------- | ------------------- | ----- | ----- |
| 1re             | Michel Aurillac                             |       | RPR      | Michel Sapin        |       | PS    |
| 2e              | Maurice Tissandier                          |       | UDF (PR) | André Laignel       |       | PS    |
| 3e              | Jean Thibault suppléant de Jean-Paul Mourot |       | RPR      | Amédée Renault      |       | PS    |

## Positionnement des partis
Le Parti socialiste et le Parti communiste français, sous l'appellation « majorité d'union de la gauche », présentent des candidats dans les trois circonscriptions du département : Michel Sapin, André Laignel et Amédée Renault pour le PS, Marcel Lemoine, Henri Martin et Alain Pasquer pour le PCF.
Réunie dans l'Union pour la nouvelle majorité, la majorité sortante soutient elle aussi des candidats dans l'ensemble des circonscriptions, dont deux députés sortants. Dans la 3e circonscription (Le Blanc - Valençay), Jean-Paul Mourot, élu en 1978 et remplacé par son suppléant à la suite de sa nomination au gouvernement, est à nouveau candidat. Dans le détail, on compte 2 candidats RPR et 1 UDF.

## Résultats

### Analyse
À l'issue du scrutin, on assiste à une inversion du rapport de force politique, les trois circonscriptions passant de la droite au Parti socialiste. Les élus de 1978 (Michel Aurillac, Maurice Tissandier et Jean-Paul Mourot) sont ainsi largement battus et perdent en moyenne 6,5 points – au second tour – par rapport aux législatives précédentes.
Au sein de la gauche, on remarque là aussi un bouleversement, puisque le Parti socialiste dépasse le PCF en voix : les socialistes passent de 21,7 à 36,7 % et les communistes de 26,4 à 20,7 %. Pire, aucun communiste ne parvient à accéder au second tour alors qu'ils étaient deux en 1978. L'effet « vote utile », dans la foulée de l'élection présidentielle, semble avoir joué à plein en faveur du PS.

### Résultats à l'échelle du département
| Parti          | Parti                              | Premier tour | Premier tour | Second tour | Second tour | Sièges |
| Parti          | Parti                              | Voix         | %            | Voix        | %           | Sièges |
| -------------- | ---------------------------------- | ------------ | ------------ | ----------- | ----------- | ------ |
|                | Parti socialiste                   | 48 809       | 36,74        | 79 579      | 54,93       | 3      |
|                | Parti communiste français          | 27 565       | 20,75        | Retrait     | Retrait     | 0      |
|                | Majorité présidentielle            | 76 374       | 57,49        | 79 579      | 54,93       | 3      |
|                |                                    |              |              |             |             |        |
|                | Rassemblement pour la République   | 40 381       | 30,40        | 45 137      | 24,99       | 0      |
|                | Union pour la démocratie française | 16 096       | 12,12        | 20 145      | 11,15       | 0      |
|                | Union pour la nouvelle majorité    | 56 477       | 42,51        | 65 282      | 45,07       | 0      |
|                |                                    |              |              |             |             |        |
| Inscrits       | Inscrits                           | 180 658      | 100,00       | 180 649     | 100,00      | 3      |
| Abstentions    | Abstentions                        | 45 542       | 25,21        | 33 358      | 18,47       |        |
| Votants        | Votants                            | 135 116      | 74,79        | 147 291     | 81,53       |        |
| Blancs et nuls | Blancs et nuls                     | 2 265        | 1,68         | 2 430       | 1,65        |        |
| Exprimés       | Exprimés                           | 132 851      | 98,32        | 144 861     | 98,35       |        |

### Résultats par circonscription

#### Première circonscription (Châteauroux)
| Candidat       | Candidat                | Parti          | Premier tour | Premier tour | Second tour | Second tour |  |
| Candidat       | Candidat                | Parti          | Voix         | %            | Voix        | %           |  |
| -------------- | ----------------------- | -------------- | ------------ | ------------ | ----------- | ----------- |  |
|                | Michel Aurillac sortant | RPR (UNM)      | 21 011       | 43,16        | 23 918      | 45,19       |  |
|                | Michel Sapin élu        | PS             | 14 981       | 30,77        | 29 012      | 54,81       |  |
|                | Marcel Lemoine          | PCF            | 12 691       | 26,07        | Retrait     | Retrait     |  |
|                |                         |                |              |              |             |             |  |
| Inscrits       | Inscrits                | Inscrits       | 66 823       | 100,00       | 66 819      | 100,00      |  |
| Abstentions    | Abstentions             | Abstentions    | 17 363       | 25,98        | 12 934      | 19,36       |  |
| Votants        | Votants                 | Votants        | 49 460       | 74,02        | 53 885      | 80,64       |  |
| Blancs et nuls | Blancs et nuls          | Blancs et nuls | 777          | 1,57         | 955         | 1,77        |  |
| Exprimés       | Exprimés                | Exprimés       | 48 683       | 98,43        | 52 930      | 98,23       |  |

#### Deuxième circonscription (Issoudun)
| Candidat       | Candidat                   | Parti          | Premier tour | Premier tour | Second tour | Second tour |  |
| Candidat       | Candidat                   | Parti          | Voix         | %            | Voix        | %           |  |
| -------------- | -------------------------- | -------------- | ------------ | ------------ | ----------- | ----------- |  |
|                | André Laignel élu          | PS             | 17 066       | 40,47        | 25 885      | 56,24       |  |
|                | Maurice Tissandier sortant | UDF (PR)       | 16 096       | 38,17        | 20 145      | 43,76       |  |
|                | Henri Martin               | PCF            | 9 006        | 21,36        | Retrait     | Retrait     |  |
|                |                            |                |              |              |             |             |  |
| Inscrits       | Inscrits                   | Inscrits       | 57 727       | 100,00       | 57 724      | 100,00      |  |
| Abstentions    | Abstentions                | Abstentions    | 14 754       | 25,56        | 10 823      | 18,75       |  |
| Votants        | Votants                    | Votants        | 42 973       | 74,44        | 46 901      | 81,25       |  |
| Blancs et nuls | Blancs et nuls             | Blancs et nuls | 805          | 1,87         | 871         | 1,86        |  |
| Exprimés       | Exprimés                   | Exprimés       | 42 168       | 98,13        | 46 030      | 98,14       |  |

#### Troisième circonscription (Le Blanc)
| Candidat       | Candidat                 | Parti          | Premier tour | Premier tour | Second tour | Second tour |  |
| Candidat       | Candidat                 | Parti          | Voix         | %            | Voix        | %           |  |
| -------------- | ------------------------ | -------------- | ------------ | ------------ | ----------- | ----------- |  |
|                | Jean-Paul Mourot sortant | RPR (UNM)      | 19 370       | 46,12        | 21 219      | 46,22       |  |
|                | Amédée Renault élue      | PS             | 16 762       | 39,91        | 24 682      | 53,78       |  |
|                | Alain Pasquer            | PCF            | 5 868        | 13,97        |             |             |  |
|                |                          |                |              |              |             |             |  |
| Inscrits       | Inscrits                 | Inscrits       | 56 108       | 100,00       | 56 106      | 100,00      |  |
| Abstentions    | Abstentions              | Abstentions    | 13 425       | 23,93        | 9 601       | 17,11       |  |
| Votants        | Votants                  | Votants        | 42 683       | 76,07        | 46 505      | 82,89       |  |
| Blancs et nuls | Blancs et nuls           | Blancs et nuls | 683          | 1,6          | 604         | 1,3         |  |
| Exprimés       | Exprimés                 | Exprimés       | 42 000       | 98,4         | 45 901      | 98,7        |  |